# Kazimierz Miłobędzki
Kazimierz Miłobędzki (ur. 10 października 1919 w Sokołowie Podlaskim, zm. 17 lipca 2007 tamże) – polski działacz społeczny, instruktor harcerski, harcmistrz, zastępca komendanta Hufca Męskiego Sokołów Podlaski, Sprawiedliwy wśród Narodów Świata, członek Związku Walki Młodych.

## Życiorys
Jego ojciec Stanisław był radnym miejskim, członkiem OSP i działaczem społecznym. W Gimnazjum Księży Salezjanów w Sokołowie Podlaskim, ukończył tylko czwartą klasę ze względu na trudną sytuację materialną w domu. W latach 1935–1941 mieszkał w Warszawie, gdzie pracował dorywczo w różnych instytucjach. Powrócił do Sokołowa, gdzie po wojnie zdał maturę. Zawodowo pracował do 1986 roku. Od 1967 był członkiem  Zjednoczonego Stronnictwa Ludowego.
Pogrzeb Miłobędzkiego miał charakter harcerski.

### Działalność harcerska
Jako ośmioletni chłopiec wstąpił do Związku Harcerstwa Polskiego, a przyrzeczenie harcerskie złożył w 1934 roku. Następnie był kolejno zastępowym i sekretarzem drużyny, gospodarzem harcówki i Kwatermistrzem Komendy. W latach 1944–1948 był zastępcą komendanta hufca, a później Instruktorem Mazowieckiej Komendy Chorągwi w Warszawie, Sekretarzem Komendy Hufca. Od 1979 był Członkiem Komisji Rewizyjnej Chorągwi Siedleckiej. Od 1980 był Harcmistrzem Polski Ludowej.
W czasie swojej działalności harcerskiej był kwatermistrzem na 17 obozach.

### Pomoc Żydom
Od lipca 1941 zatrudniony w Komisarycznym Zarządzie Zabezpieczonych Nieruchomości i z tego też tytułu otrzymał przepustkę do sokołowskiego getta. Udało mu się to wykorzystać do ratowania życia Żydom, zwłaszcza po likwidacji getta we wrześniu 1942. Pomagał im w uzyskiwaniu aryjskich papierów oraz załatwianiu pracy. Za swoje zasługi Kazimierz Miłobędzki dnia 30 kwietnia 1999 r. został uhonorowany medalem „Sprawiedliwy wśród Narodów Świata”, przyznanym przez Instytut Jad Waszem.

## Życie prywatne
Syn Stanisława i Heleny Miłobędzkich, brat podchorążego Aleksandra Miłobędzkiego, uhonorowanego Medalem Zwycięstwa i Wolności w 1945 w uznaniu zasług podczas II wojny światowej. Z żoną Łucją Wandą z domu Młynik mieli dwóch synów ojciec Ryszarda (ur. 1950) i Aleksandra (ur. 1953).

## Odznaczenia
- Medal „Sprawiedliwy wśród Narodów Świata”, 1999
- Złoty Krzyż „Za Zasługi dla ZHP”, 1981
- Krzyż Kawalerski Orderu Odrodzenia Polski, 1978
- Odznaka „Za Zasługi dla Hufca Sokołów Podlaski” (1989),
- Honorowy Tytuł „Instruktor-Senior ZHP” (1984),
- Srebrne (1975) i Złote (1981) Odznaczenie im. Janka Krasickiego,
- Srebrna Odznaka „Zasłużony Działacz Kultury Fizycznej” (1996),
- Srebrna Honorowa Odznaka PTTK (1991),
- Medal za Długoletnie Pożycie Małżeńskie (1999).